# Prozessorsockel
Ein Prozessorsockel (englisch CPU socket) ist eine Steckplatzvorrichtung für Computerprozessoren, um einen Prozessor austauschbar auf einer Hauptplatine oder einer Slot-CPU zu montieren.

## Details

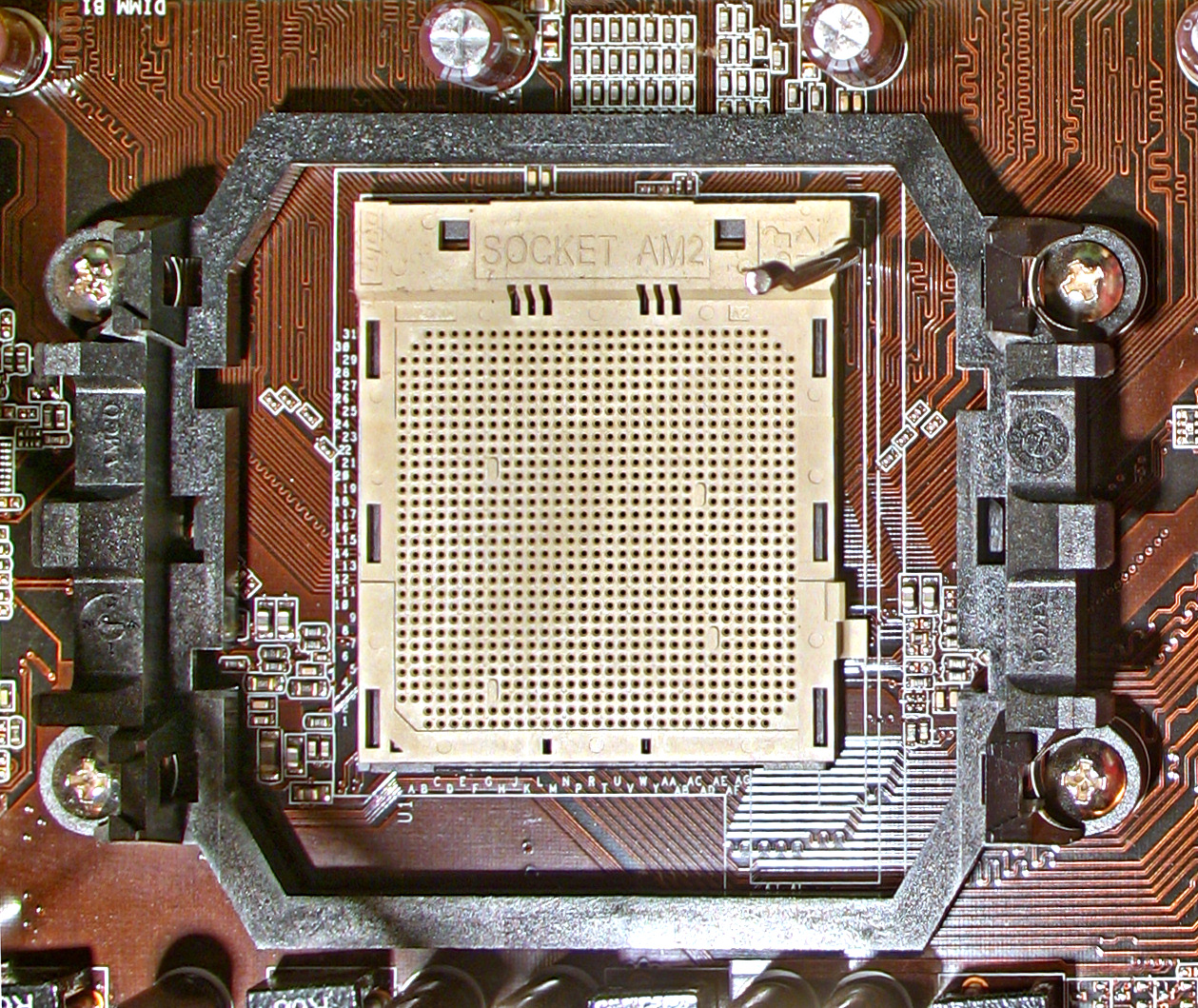
Sockel für AMD-CPU

Durch die Verwendung eines Sockels ist es auf einfache Weise möglich, Rechnersysteme unterschiedlicher Leistung (und zu unterschiedlichen Preisen) anzubieten. Außerdem vereinfacht ein Sockel den Austausch des Prozessors im Falle eines Defekts oder bei einem Upgrade.
In der Anfangszeit der Mikroprozessorentwicklung wurden für Prozessoren dieselben Sockel wie für Standard-Logik-ICs verwendet, sogenannte Dual-Inline-Sockel mit unterschiedlicher Anzahl von Pins, angefangen mit 16 Anschlüssen beim Intel 4004 bis zu 64 Pins wie z. B. beim Motorola 68000.
Die immer größere Komplexität der CPUs, die immer mehr Anschlüsse erforderlich machte, und die steigenden Taktfrequenzen führten jedoch bald dazu, dass diese Bauweise nicht mehr geeignet war. Daher wurden spezielle Gehäusebauformen und dazu passende Sockel entwickelt, wie z. B. für PGA- oder PLCC-Gehäuse. Diese meist quadratischen Sockel wurden auch bei anderen komplexen Logikchips verwendet und wurden mit immer mehr Pins bis zum 80486 eingesetzt.
Die 80486-Prozessoren mit ihren 168 bis 237 Pins zeigten jedoch die Grenzen der Handhabbarkeit solcher einfacher Sockel auf, da sie enorme Kräfte beim Einstecken oder Ausziehen erfordern (etwa 1 bis 2 N Einpresskraft pro Pin), wobei auch schon mal die Keramikgehäuse der Prozessoren zu Bruch gingen oder Platinen und Sockel beschädigt wurden. Das führte zur Entwicklung von Konstruktionen, die heute als Prozessorsockel verwendet werden.
Es wird unterschieden zwischen:
- PGA: Pin Grid Array – die Kontakte (Stifte) sind in einem Raster angeordnet;
- SPGA: Staggered Pin Grid Array – die Kontakte sind versetzt angeordnet;

Diese Prozessorgehäuse werden eingesetzt in:
- LIF-Sockel: Low Insertion Force – der Prozessor muss mit Kraft in den Sockel gepresst werden (etwa 0,3 bis 0,8 N Einpresskraft pro Pin).
- ZIF-Sockel: Zero Insertion Force – der Prozessorsockel wird mit einem Hebel ver- und entriegelt, so dass der Prozessor ohne Kraftaufwand eingesetzt werden kann.

Weitere Bauformen sind:
- Slot: Ein Steckplatz ist ein Leiterplattenverbinder, in den eine Prozessorkarte gesteckt wird, auf der der Prozessorkern sowie die Cache-Bausteine gelötet sind.
- LGA: Land Grid Array – der Sockel hat federnde Kontaktstifte, die in eingestecktem Zustand Kontaktflächen, sogenannte Lands, am Prozessorgehäuse abgreifen.

Eine Sonderstellung nimmt das BGA (Ball Grid Array) ein, dessen halbkugelförmige Kontakte aus Lötzinn bestehen und in der Produktion ausschließlich verlötet werden.

## x86/IA32-Prozessoren
Im nachfolgenden Kapitel sind die Sockel der x86/IA32-Prozessoren aufgelistet.

### Intel
Nachfolgend sind die Sockel der Intel-Prozessoren aufgelistet.
| Intel 80386 und älter                                             |                                                                                        |
|                                                                   | DIP                                                                                    |
|                                                                   | PGA, LIF                                                                               |
|                                                                   | PLCC                                                                                   |
|                                                                   | CLCC                                                                                   |
| Intel i486 und Kompatible                                         |                                                                                        |
|                                                                   | Sockel 486                                                                             |
|                                                                   | Sockel 1                                                                               |
|                                                                   | Sockel 2                                                                               |
|                                                                   | Sockel 3                                                                               |
|                                                                   | Sockel 6                                                                               |
| Intel Pentium und Kompatible                                      |                                                                                        |
|                                                                   | Sockel 4                                                                               |
|                                                                   | Sockel 5                                                                               |
|                                                                   | Sockel 7                                                                               |
|                                                                   | Sockel 463/NexGen                                                                      |
| Intel Pentium Pro und Pentium II Overdrive                        |                                                                                        |
|                                                                   | Sockel 8                                                                               |
| Intel Pentium II und Celeron                                      |                                                                                        |
|                                                                   | Slot 1                                                                                 |
| Intel Pentium III und Celeron                                     |                                                                                        |
|                                                                   | Slot 1                                                                                 |
|                                                                   | Sockel 370                                                                             |
|                                                                   | Sockel µPGA2, auch Sockel 495                                                          |
| Intel Pentium M, Celeron M, Core Duo, Intel Core 2                |                                                                                        |
|                                                                   | Sockel 479                                                                             |
|                                                                   | Sockel M                                                                               |
|                                                                   | Sockel P                                                                               |
| Intel Xeon                                                        |                                                                                        |
|                                                                   | Slot 2                                                                                 |
|                                                                   | Sockel 603                                                                             |
|                                                                   | Sockel 604                                                                             |
|                                                                   | Sockel 771, auch Sockel J                                                              |
|                                                                   | Sockel 1356, auch Sockel B2                                                            |
|                                                                   | Sockel 1151                                                                            |
|                                                                   | Sockel 1567                                                                            |
|                                                                   | Sockel 2011                                                                            |
|                                                                   | Sockel 2011-3                                                                          |
|                                                                   | Sockel 3647, auch Sockel P3                                                            |
| Intel Atom                                                        |                                                                                        |
|                                                                   | Sockel 441                                                                             |
| Intel Pentium 4, Celeron und Intel Core 2 Duo                     |                                                                                        |
|                                                                   | Sockel 423                                                                             |
|                                                                   | Sockel 478                                                                             |
|                                                                   | Sockel 775, auch Sockel T                                                              |
| Intel Core i3, Core i5, Core i7, Core i9 und Pentium G sowie Xeon |                                                                                        |
|                                                                   | Sockel 1156                                                                            |
|                                                                   | Sockel 989 →Sockel G1?                                                                 |
|                                                                   | Sockel 2011                                                                            |
|                                                                   | Sockel 2011-3                                                                          |
|                                                                   | Sockel 1155                                                                            |
|                                                                   | Sockel 1150                                                                            |
|                                                                   | Sockel 1151 und 1151v2                                                                 |
|                                                                   | Sockel 2066, ähnlich 1151, aber mit mehr RAM-Datenkanälen und für CPUs mit mehr Kernen |
|                                                                   | Sockel 1200                                                                            |
|                                                                   | Sockel 1700                                                                            |
| Intel Core i7 sowie Xeon                                          |                                                                                        |
|                                                                   | Sockel 1366                                                                            |

### AMD
Nachfolgend sind die Sockel der AMD-Prozessoren aufgelistet.
| AMD K5 und K6                                    |                                                                                               |
|                                                  | Sockel 3                                                                                      |
|                                                  | Sockel 7                                                                                      |
| AMD K6-2, K6-2+, K6-III, K6-III+                 |                                                                                               |
|                                                  | (Super) Sockel 7                                                                              |
| Athlon (K7), Athlon (XP(-M)), Athlon (MP), Duron |                                                                                               |
|                                                  | Slot A                                                                                        |
|                                                  | Sockel A, auch Sockel 462                                                                     |
|                                                  | Sockel 563                                                                                    |
| AMD Sempron                                      |                                                                                               |
|                                                  | Sockel A, auch Sockel 462                                                                     |
|                                                  | Sockel 754                                                                                    |
|                                                  | Sockel 939                                                                                    |
|                                                  | Sockel AM2                                                                                    |
|                                                  | Sockel S1 (für Mobilprozessoren)                                                              |
|                                                  | Sockel AM3                                                                                    |
|                                                  | Sockel AM3+                                                                                   |
| AMD Athlon 64                                    |                                                                                               |
|                                                  | Sockel 754 (Athlon 64)                                                                        |
|                                                  | Sockel 939 (Athlon 64, Athlon 64 FX, Athlon 64 X2, Opteron 1XX Serie)                         |
|                                                  | Sockel 940 (Athlon 64 FX, Opteron Serie 2XX)                                                  |
|                                                  | Sockel F (Opteron)                                                                            |
|                                                  | Sockel AM2 (Sockel AM2-940, nicht kompatibel mit Sockel 940, nur AM2-Prozessoren) (Athlon X2) |
|                                                  | Sockel AM2+ (Athlon X2, Athlon II)                                                            |
| AMD Opteron                                      |                                                                                               |
|                                                  | Sockel 940 (Opteron)                                                                          |
|                                                  | Sockel 1207 (Opteron), auch Sockel F                                                          |
| AMD Turion 64                                    |                                                                                               |
|                                                  | Sockel 754 (Turion 64 )                                                                       |
|                                                  | Sockel S1 (Turion 64 X2)                                                                      |
| AMD Phenom, Phenom II, Athlon II                 |                                                                                               |
|                                                  | Sockel AM2+                                                                                   |
|                                                  | Sockel AM3                                                                                    |
|                                                  | Sockel AM3+                                                                                   |
| AMD Fusion A Serie (Llano), Athlon II            |                                                                                               |
|                                                  | Sockel FM1                                                                                    |
| AMD Fusion A Serie (Trinity)                     |                                                                                               |
|                                                  | Sockel FM2                                                                                    |
| AMD Fusion A Serie (Kaveri)                      |                                                                                               |
|                                                  | Sockel FM2+                                                                                   |
| AMD FX                                           |                                                                                               |
|                                                  | Sockel AM3+                                                                                   |
| AMD Zen, Fusion A Serie (Bristol Ridge)          |                                                                                               |
|                                                  | Sockel AM4                                                                                    |
|                                                  | Sockel AM5                                                                                    |
| AMD Ryzen Threadripper                           |                                                                                               |
|                                                  | Sockel TR4                                                                                    |

### VIA Technologies
Nachfolgend sind die Sockel der Bauelemente von VIA Technologies aufgelistet.
| VIA Cyrix III und C3 |            |
|                      | Sockel 370 |

## Intel-Architecture-64-Prozessoren
In der nachfolgenden Tabelle sind die Intel-Architecture-64-Prozessoren dargestellt.
| Intel Itanium                         |                     |
|                                       | PAC418, auch Slot M |
| Intel Itanium 2, 9000, 9100 Series    |                     |
|                                       | PAC611              |
| Intel Itanium 9300, 9500, 9700 Series |                     |
|                                       | Sockel 1248         |

## Andere Architekturen

### SPARC
SPARC

### PowerPC
PowerPC

### DEC Alpha
Nachfolgend sind die Sockel der Prozessoren von DEC Alpha aufgelistet.
| 21164A/EV56 |                                                                  |
| Sockel 499 Spezifikationen Einführung 1996 Bauart PGA - ZIF Kontakte 499 Busprotokoll EV56 Bustakt 66 MHz Betriebs  spannung 3,3 V Prozessoren DEC Alpha 21164a 366, 433, 466, 500, 533, 600, 633 und 667 MHz | Der Sockel 499 ist ein Prozessorsockel für den DEC Alpha 21164A. |
| 21264x/EV6x |                                                                  |
| | Slot B                                                           |
| Sockel 499 |                                                                  |
| Sockel 499 |                                                                  |
| Spezifikationen |                                                                  |
| Einführung | 1996                                                             |
| Bauart | PGA-ZIF                                                          |
| Kontakte | 499                                                              |
| Busprotokoll | EV56                                                             |
| Bustakt | 66 MHz                                                           |
| Betriebsspannung | 3,3 V                                                            |
| Prozessoren | DEC Alpha 21164a 366, 433, 466, 500, 533, 600, 633 und 667 MHz   |